# Maisons de Bossu
Les Maisons de Bossu (en néerl. Bossuhuizen) sont trois maisons adjacentes sur le Slapershaven dans la ville de Hoorn située dans la région de Frise occidentale dans la province de Hollande-Septentrionale aux Pays-Bas.

## Histoire
Les pierres des pignons de ces maisons du XVIIe siècle sont telles une bande dessinée : elles racontent la bataille sur la Zuiderzee que les Frisons occidentaux ont livrée en 1573 contre la flotte espagnole dirigée par l'amiral Bossu, Maximilien de Hénin-Liétard, comte de Bossu. Les Frisons occidentaux ont remporté une grande victoire avec leur propre flotte de petits bateaux manœuvrables et ont même capturé Bossu avec l'échouage du navire amiral espagnol, l' Inquisition.
Cette défaite explique en partie la raison pour laquelle le duc d'Albe n'a pas réussi à conquérir la Hollande du Nord. Sur les sculptures des pierres des pignons, les Frisons occidentaux sont représentés comme des hommes d'Israël alors qu'ils combattaient le chef de guerre biblique Amalek.
Cette bataille navale est décrite en détail dans le Chronijck van de Stadt van Hoorn de Theodorus Velius (nl) de 1604.
Les 3 maisons sont inscrites au registre du Rijkmonument sous les numéros 22410, 22574 et 22575.

## Galerie

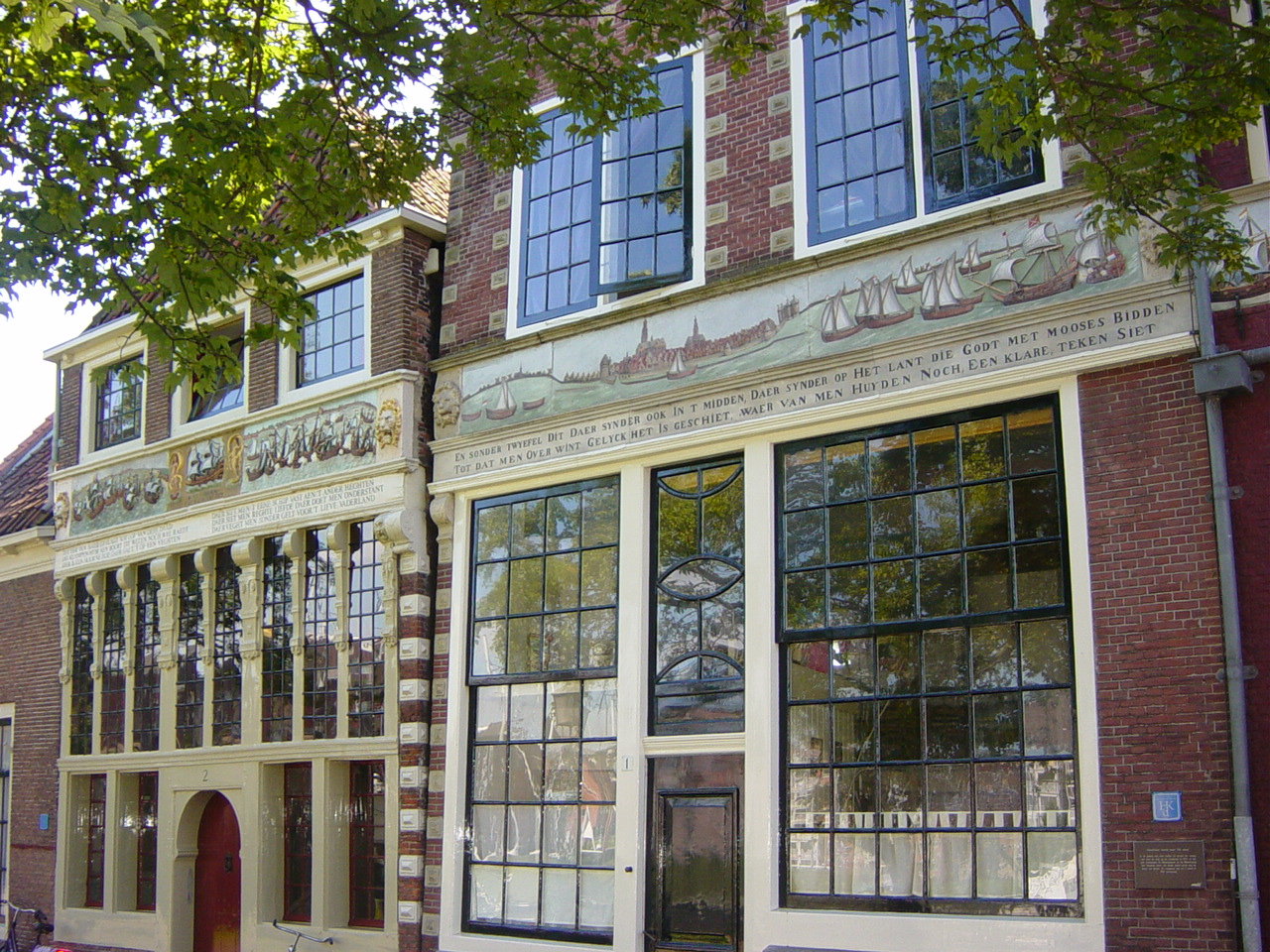
Vue des façades des deux premières maisons
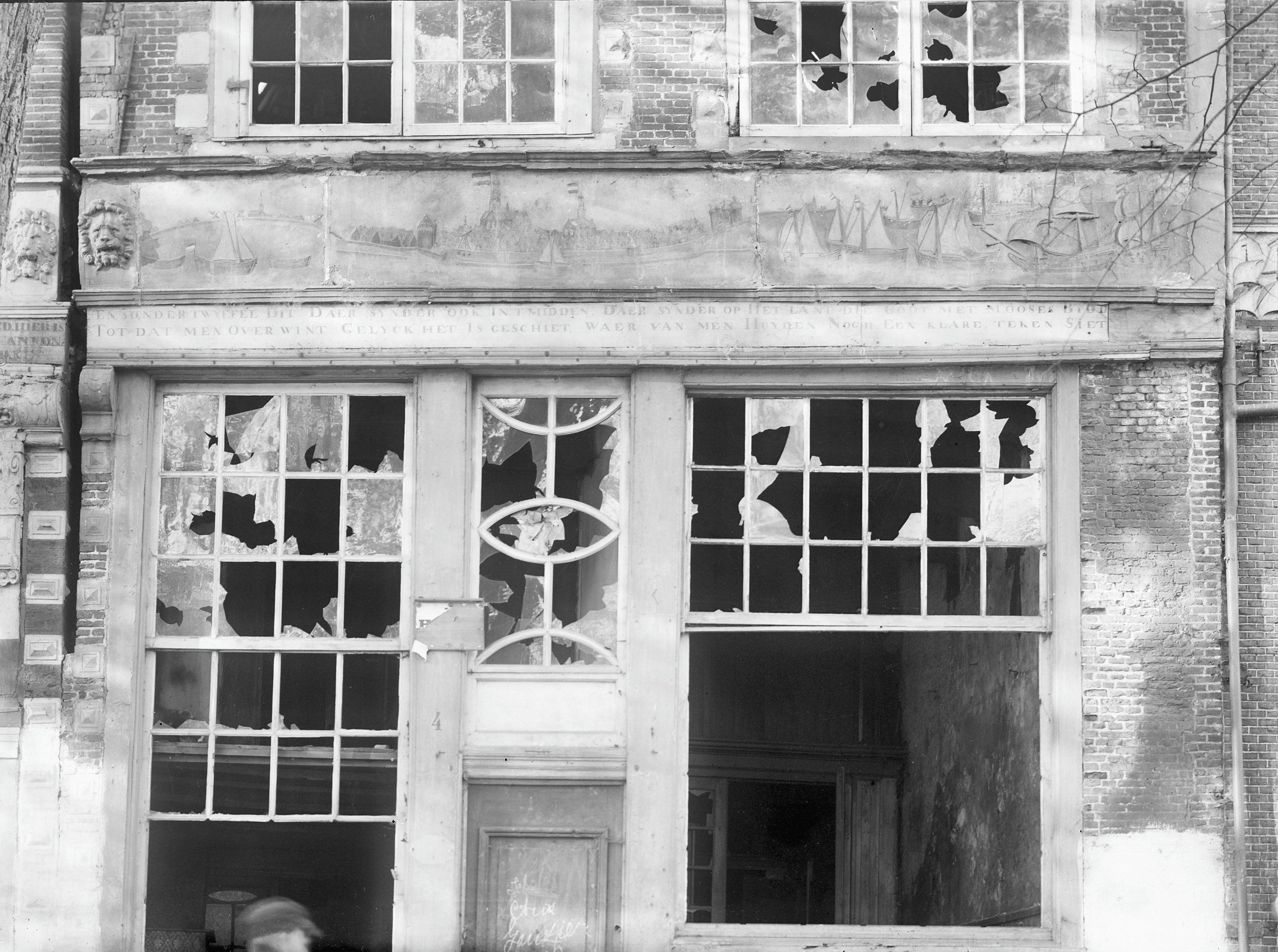
Etat d'une des maisons en novembre 1893. Une campagne de restauration a été réalisée au XIXe siècle.
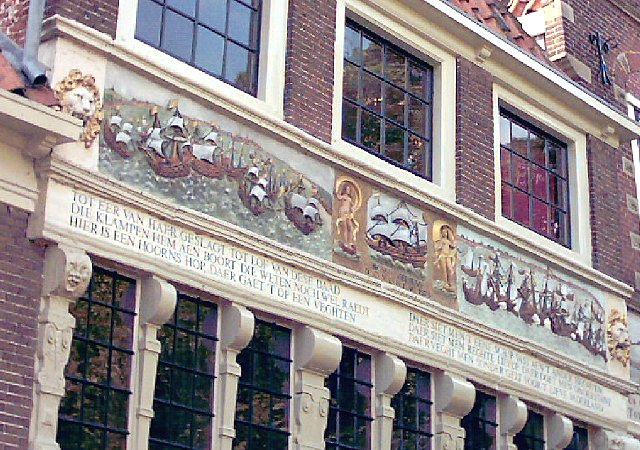
Détail de la frise de la première maison

## Sources
- (nl) Monument historique n°22575
- (nl) Monument historique n°22574
- (nl) Monument historique n°22410